# Arville, Seine-et-Marne
Arville är en kommun i departementet Seine-et-Marne i regionen Île-de-France i norra Frankrike. Kommunen ligger i kantonen Château-Landon som tillhör arrondissementet Fontainebleau. År 2022 hade Arville 140 invånare.

## Befolkningsutveckling
Antalet invånare i kommunen Arville
| Referens: INSEE |